# أذينة جنبية
الأذينة الجَنَبية أو قَرَفينة (باللاتينية: Phlomis fruticosa) نوع نباتي يتبع جنس الأذينة من الفصيلة الشفوية.

## الموئل والانتشار
موطنها قبرص وتركيا والقوقاز والبلقان وإيطاليا.

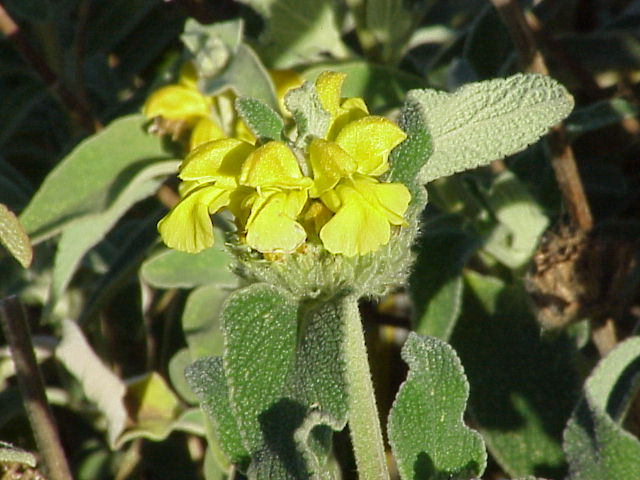
أوراق وأزهار الأذينة الجَنَبية